# Globulariopsis
Globulariopsis, biljni rod iz porodice Scrophulariaceae (strupnikovke), dio je tribusa Limoselleae, potporodica Scrophularioideae. 
Postoji 7 priznatih vrsta, sve su endemi južnoafričke provincije Western Cape. Tipična je Globulariopsis wittebergensis.

## Opis
Jednogodišnje i višegodišnje bilje i polugrmovi. Četiri njih imaju status najmanja zabrinutost, a tri su ugrožene, od kojih je jedna možda nestala u prirodi. 

## Vrste
1. Globulariopsis adpressa (Choisy) Hilliard
2. Globulariopsis montana Hilliard
3. Globulariopsis obtusiloba Hilliard; kritično rijetka [3]
4. Globulariopsis pumila Hilliard; kritično rijetka, možda izumrla [3]
5. Globulariopsis stricta (P.J.Bergius) Hilliard
6. Globulariopsis tephrodes (E.Mey.) Hilliard
7. Globulariopsis wittebergensis Compton; rijetka [3]